# Kursujärvi (Pajala socken, Norrbotten, 753921-179994)
Kursujärvi är en sjö i Pajala kommun i Norrbotten och ingår i Torneälvens huvudavrinningsområde.